# Сасако-Мару
Сасако-Мару (Сасаго-Мару, Sasako Maru) — транспортне судно, яке під час Другої світової війни взяло участь в операціях японських збройних сил в Малаї, Індонезії та на Соломонових островах.

## Передвоєнна історія
Вантажно-пасажирське судно спорудили в 1941 році на корабельні компанії Mitsubishi в Нагасакі на замовлення компанії Nippon Yusen Kaisha.
У липні 1941-го судно, враховуючи його високу швидкість, реквізували для потреб Імперської армії Японії та призначили для транспортування військ. При цьому Сасако-Мару отримав дві зенітні гармати.

## Операції в Малаї та Індонезії
Наприкінці листопада 1941-го Сасако-Мару прибуло в порт Самах (наразі Санья) на південному узбережжі окупованого китайського острова Хайнань. Тут воно приєдналось до ще семи транспортних суден, котрі повинні були перевезти сили вторгнення до Малаї. Ще до початку війни, 4 грудня, конвой вийшов із Самаху у південному напрямку. Ввечері 7 грудня конвой прибув до Сінгори (наразі Сонгкхла) в одній з найпівденніших провінцій Сіаму, неподалік від кордону британської Малаї, та безперешкодно почав вивантажувати війська.
20 січня 1942-го Сасако-Мару у складі конвою, до якого входило ще 10 транспортів, вийшов із в'єтнамської бази Камрань. Судна повинні були доправити війська до Ендау на східному узбережжі півострова Малакка за півтори сотні кілометрів північніше від Сінгапуру. В ніч на 27 січня два британські есмінці атакували конвой на стоянці Ендау, проте зазнали невдачі внаслідок дій кораблів ескорту.
14 лютого 1942-го Сасако-Мару разом із транспортом Сагамі-Мару прибули з військами на борту до порту Макассар (південно-західне завершення острова Сулавесі). 17 лютого вони покинули його, а вночі 19 лютого досягли протоки Бадунг та почали висадку військ на південно-східне узбережжя Балі. Транспорти спробував атакувати американський підводний човен Seawolf, який у двох атаках випустив 4 торпеди, проте промахнувся. Надалі транспорти стали ціллю для літаків, при цьому Сасако-Мару зазнав легких пошкоджень, котрі не завадили проводити далі операцію.
1 березня 1942-го разом з іншими суднами Сасако-Мару взяв участь у висадці сил вторгнення у східній частині острова Ява, поблизу Краган (за сто тридцять кілометрів на захід від Сурабаї).
2 липня 1942-го Сасако-Мару разом зі ще п'ятьма транспортними суднами вийшов із порту Давао (південне узбережжя філіппінського острова Мінданао) та 4 липня прибув на архіпелаг Палау (західні Каролінські острови). Охорону конвою забезпечував торпедний човен Томодзуру, а під час руху через затоку Давао судна супроводжували патрульні літаки.

## Конвой на Гуадалканал
7 серпня 1942-го союзники висадили десант у східній частині Соломонових островів, що започаткувало шестимісячну боротьбу за Гуадалканал. У першій половині жовтня японці організували операцію з доставлення на цей острів великих підкріплень, що мали переломити ситуацію на їх користь. 12 жовтня Сасако-Мару вийшов із Рабаулу (головна японська база в архіпелазі Бісмарка, звідки провадились операції легких та крейсерських сил на Соломонових островах) у складі Першого штурмового конвою. Останній містив ще чотири швидкісні транспорти, а охорону забезпечували 8 есмінців. Конвой віз 4,5 тисячі солдатів, дві артилерійські батареї, танкову роту, запаси амуніції та продовольства, в тому числі на Сасако-Мару перебували два батальйони 230-го піхотного полку.
Під час переходу до якірної стоянки Шортленд (прикрита островами Шортленд акваторія у південного узбережжя острова Бугенвіль) конвой двічі став об'єктом атаки ворожих літаків, проте вони виявились неефективними. Ввечері 12 жовтня судна прибули до зазначеної якірної стоянки.
13 жовтня конвой вийшов до Гуадалканалу і опівночі досяг острова в районі Тассафаронга, де почав розвантаження. З настанням світанку до прикриття конвою долучились винищувачі з японських авіаносців Дзюнйо та Хійо, тоді ж сталась і перша повітряна атака, в якій взяли участь лише 6 американських літаків. Біля 10:30 відбувся наліт значно більших сил — 25 літаків, котрі піднялись з аеродрому Гендерсон-Філд на Гуадалканалі. Під час нього в Сасако-Маро поцілила бомба, котра викликала пожежу. Судно викинулось на берег та було повністю втрачене, втім, війська, танки та гармати вдалось успішно вивантажити. Вціліли і 85 членів екіпажу.